# Evangelisch-Lutherisches Dekanat Wassertrüdingen
Das Evangelisch-Lutherische Dekanat Wassertrüdingen ist eines der 18 Dekanate des Kirchenkreises Ansbach-Würzburg. Amtierende Dekanin ist seit 1. Januar 2025 Uta Lehner. Sie leitet zugleich die Dekanatsbezirke Dinkelsbühl und Feuchtwangen, bis sie nach der offiziellen Fusion der drei Gebiete dem neuen Evangelisch-Lutherischen Dekanatsbezirk an Sulzach und Wörnitz vorstehen wird. Die Neugründung wird voraussichtlich am 1. Januar 2026 rechtswirksam.
Der Bezirk liegt im Süden des mittelfränkischen Landkreises Ansbach und grenzt an bayerisch Schwaben an. Die höchste Erhebung ist der Hesselberg. Dort findet jährlich an Pfingsten der Bayerische Kirchentag statt.

## Geschichte
In der Reformationszeit lag die Landeshoheit im überwiegenden Teil des heutigen Dekanatsbezirks bei dem Markgraftum Brandenburg-Ansbach. 1528 führte Ansbach die Reformation ein. Abweichend hiervon wurde Amelbruch 1531 und Beyerberg 1555 evangelisch. Aufkirchen und Fürnheim gehörten zur Grafschaft Oettingen. Dort wurde 1541 bzw. 1546 die Lehre Luthers eingeführt. 1556 wurde das markgräfliche Dekanat Wassertrüdingen errichtet. Um 1650 siedelten sich Exulanten aus dem Ländlein ob der Enns an. Am 7. Dezember 1810 wurde das brandenburgisch-ansbachische Dekanat in ein bayerisches Dekanat umgewandelt, wobei einige Gemeinden an Nachbardekanate abgegeben wurden.

## Kirchengemeinden
Der Bezirk umfasst 16 Kirchengemeinden in denen ca. 9.000 Gemeindeglieder leben. Im Folgenden sind die Pfarreien und Kirchengemeinden sowie deren Kirchengebäude aufgeführt.
- Pfarreien und Kirchengemeinden
  - Altentrüdingen,  St. Nikolaus und Theobald (1771)
  - Ammelbruch, St. Peter
  - Aufkirchen, St. Johannis
  - Beyerberg, St. Walburgis und St. Nikolaus
  - Dambach, St. Johannes der Täufer
  - Ehingen, St. Jakobus der Ältere, Gemeindehaus in der ehemaligen Kirche St. Ottilia und Wendelin
  - Fürnheim, St. Nikolaus (1817–1820)
  - Geilsheim, Kirche Heilig Kreuz, Kapelle St. Andreas
  - Gerolfingen, St. Erhard
  - Lentersheim, St. Michael
  - Obermögersheim, St. Martin und St. Anna
  - Oberschwaningen, Cyriakuskirche
  - Röckingen, St. Laurentius
  - Unterschwaningen, Dreifaltigkeitskirche (1743)
- Pfarrei Wassertrüdingen
  - Kirchengemeinde Wassertrüdingen, Dreieinigkeitskirche, Friedhofskapelle St. Johannis
  - Kirchengemeinde Schobdach, St. Johannis (1494)